# Prêmio Multishow de Música Brasileira 2000
O Prêmio Multishow de Música Brasileira 2000 foi a sétima edição da premiação realizada pelo canal de televisão Multishow. Ocorreu em 16 de maio de 2000 e foi transmitido ao vivo do Theatro Municipal do Rio de Janeiro, às 21 horas. Esta edição foi apresentada pelo jornalista Nelson Motta e pela atriz Fernanda Torres.
O público escolheu seus artistas favoritos na primeira fase de votação pela internet, durante os meses de janeiro e fevereiro. Os cinco mais votados em cada uma das dez categorias passaram para a segunda fase, e os vencedores foram escolhidos por um júri.

## Categorias
| Categoria             | Vencedor                                      | Indicados |
| --------------------- | --------------------------------------------- | --- |
| Melhor Cantor         | Djavan                                        | - Caetano Veloso - Chico Buarque - Maurício Manieri - Rodolfo Abrantes                                                                             |
| Melhor Cantora        | Sandy                                         | - Cássia Eller - Érika Martins - Ivete Sangalo - Marisa Monte                                                                                      |
| Melhor Música         | Los Hermanos — Anna Júlia                     | - Chico Buarque — Carioca - Raimundos — Deixa Eu Falar - Raimundos — Mulher de Fases - Sandy & Junior — Imortal                                    |
| Melhor Clipe          | O Rappa — Minha Alma (A Paz Que Eu Não Quero) | - Chico Buarque — O Meu Amor - Los Hermanos — Anna Júlia - Raimundos — A Mais Pedida - Sandy & Junior — Imortal                                    |
| Melhor Show           | Djavan                                        | - Charlie Brown Jr. - Chico Buarque - Jota Quest - Raimundos                                                                                       |
| Melhor CD             | Djavan — Djavan Ao Vivo                       | - Charlie Brown Jr. — Preço Curto... Prazo Longo - Chico Buarque — Chico Ao Vivo - Raimundos — Só no Forevis - Sandy & Junior — As Quatro Estações |
| Revelação Solo        | Maurício Manieri                              | - Ana Carolina - Dudu Nobre - Ivete Sangalo - Wilson Sideral                                                                                       |
| Revelação Grupo       | Los Hermanos                                  | - Harmonia do Samba - LS Jack - Penélope - Rumbora                                                                                                 |
| Melhor Grupo          | Raimundos                                     | - Jota Quest - Los Hermanos - Os Paralamas do Sucesso - Titãs                                                                                      |
| Melhor Instrumentista | Tony Bellotto (Titãs)                         | - Digão (Raimundos) - Jaques Morelenbaum - João Barone (Os Paralamas do Sucesso) - Paulo Moura                                                     |